# 압둘말리크 알후티
압둘말리크 알후티(아랍어: عبد الملك الحوثي, 영어: Abdul-Malik al-Houthi, 1979년 1월 1일 ~ )는 예멘 북부를 중심으로 활동하는 무장단체인 후티의 지도자이다. 2014년 9월 예멘 수도 사나를 점령했으며, 2015년 1월 후티 반란을 통해 예멘 정부를 전복시켰다. 2017년 11월 6일 사우디아라비아 정부는 압둘말리크 알후티에게 3천만 달러의 현상금을 걸었다.